# Jan Pažout
Jan Pažout (23. května 1876, Fryšták-Dolní Ves – 6. května 1909 Fryšták) byl akademický malíř.

## Život
Narodil se ve Fryštáku v Dolní Vsi. Vystudoval pražskou malířskou Akademii u prof. H. Schwaigera a následně pokračoval ve studiích v Mnichově. Zachytil řadu motivů z Fryštáku a jeho okolí, protože měl vřelý vztah ke svému rodnému kraji. Četné portréty a krajiny z různých míst Moravy se nacházejí v mnohých galerií po České republice. Jan Pažout byl také ochotníkem v divadle.